# Emden (Saxe-Anhalt)
Pour les articles homonymes, voir Emden (homonymie).
Emden est un village de Saxe-Anhalt (Allemagne) appartenant à la commune d'Altenhausen. Sa population était de 305 habitants au 31 décembre 2008. Du XVe siècle jusqu'en 1945 ses terres appartenaient à la famille von der Schulenburg. Ce village ne doit pas être confondu avec la ville d'Emden en Frise orientale.

## Architecture
- Manoir d'Emden: 1530, reconstruit au XVIIe siècle, où naquit le comte Johann Matthias von der Schulenburg
- Église Saint-Georges, aux fondations médiévales